# Шебуніно
Шебуніно (рос. Шебунино) — село у Невельському міському окрузі Сахалінської області Російської Федерації.
Населення становить 611 осіб (2013).

## Історія
З 1905 по 3 вересня 1945 року у складі губернаторства Карафуто Японії, відтак у складі Невельського міського округу Сахалінської області.

## Населення
| 1925 | 1935  | 1959  | 1970  | 1979  | 1989  | 2002  |
| ---- | ----- | ----- | ----- | ----- | ----- | ----- |
| 2277 | ↘1276 | ↗3249 | ↘2831 | ↗2997 | ↗3248 | ↘1250 |
| 2010 | 2013  |       |       |       |       |       |
| ↘727 | ↘611  |       |       |       |       |       |